# Verts, régionalistes et humanistes
Verts, régionalistes et humanistes (en espagnol : Verdes, Regionalistas y Humanistas, abrégé en VRyH) est une coalition politique et électorale chilienne de gauche fondée le 16 août 2025.
Après plusieurs semaines de négociations pour présenter une seule liste de gauche des partis qui composent le gouvernement sortant de Gabriel Boric, au sein d'Unité pour le Chili, les deux partis Fédération régionaliste verte sociale et Action Humaniste ne s'accordent pas sur le nombre de sièges attribués par les autres partis et décident de présenter une liste. La coalition soutient également Jeannette Jara.

## Contexte

### Négociations de la coalition d'Unité pour le Chili
Le député et dirigeant Jaime Mulet (es), candidat de la Fédération régionaliste verte sociale lors de la Primaire présidentielle d'Unité pour le Chili de 2025, s'est dit favorable à la présentation de deux listes parlementaires des partis de gauche en juillet 2025. 
Une position à l'encontre des ambitions du président sortant Gabriel Boric et de la candidate Jeannette Jara, qui soutiennent la création d'une liste parlementaire unique, avec le Parti démocrate-chrétien, pour faire face à l'opposition de droite.
Pendant plusieurs semaines, les négociations entre les neuf partis qui composent la coalition de gauche n'ont pas progressé. A l'issue d'une journée de réunion début août, le député Jaime Mulet (es) a accusé les grands partis de la coalition, tels que le Front large (FA), Parti socialiste (PS) et le Parti communiste du Chili (PCCh), d'avoir des « prétentions excessives » dans la répartition des circonscriptions. Le député et président d'Action Humaniste, Tomás Hirsch, s'est joint aux revendications et déclarations du dirigeant Jaime Mulet.
La rupture définitive avec les partis de l'Unité pour le Chili a lieu le 12 août, lorsque les dirigeants de Fédération régionaliste verte sociale et de l'Action Humaniste annoncent leur retrait des négociations et confirment la création d'une liste distincte. Malgré cette séparation, les deux partis confirment leur soutien à la candidate Jeannette Jara pour l' élection présidentielle de 2025.

## Historique

### Inscription de la liste Verts, régionalistes et humanistes
Le 16 août, la liste parlementaire s'enregistre auprès du Service électoral (Servel) sous le nom de « Verts, régionalistes et humanistes ». Outre FREVS et AH, la coalition comprend d'autres mouvements politiques tels que Transformar Chile, dirigé par l'ancien maire de Valparaíso Jorge Sharp et le Mouvement de l'archipel souverain.
Les négociations pour créer la liste incluaient également le Parti populaire (PP) et le Parti de l'alliance populaire verte (PAVP), qui n'ont finalement pas été enregistrés lors de la formalisation du pacte. La coalition a annoncé qu'elle présenterait 140 candidats dans tout le pays.

## Composition
| Parti                                 | Président        |
| ------------------------------------- | ---------------- |
| Fédération régionaliste verte sociale | Flavia Torrealba |
| Action Humaniste                      | Tomás Hirsch     |

Deux mouvements, qui n'ont pas d'enregistrement légal auprès du Service électoral (Servel), soutiennent la coalition et liste parlementaire :
- Transformar Chile
- Mouvement de l'archipel souverain